# Ermanno Nogler
Hermann Nogler, generalmente italianizzato in Ermanno Nogler (Castelrotto, 4 novembre 1921 – Bressanone, 23 giugno 2000), è stato uno sciatore alpino e allenatore di sci alpino italiano.

## Biografia

### Carriera sciistica
Iniziò a gareggiare quattordicenne, la domenica, mentre durante la settimana lavorava coma apprendista parrucchiere. Richiamato alle armi durante la Seconda guerra mondiale, fu inviato sul fronte francese prima, su quello greco poi, infine, dal 1941, in Finlandia. Qui conobbe i fondisti Pekka Niemi e Jussi Kurikkala, che indussero Nogler a prendere in considerazione l'ipotesi di dedicarsi anche lui al fondo; al rientro in patria, tuttavia, tornò alle gare di sci alpino.
Sciatore polivalente, debuttò in campo internazionale il 1º marzo 1947 a Seefeld in Tirol in discesa libera (9º). Nel 1950 al Trofeo Tre funivie di Sestriere vinse lo slalom speciale del 17 marzo e la combinata del 19 e fu 3º nello slalom gigante della Marmolada del 16 aprile; nello stesso anno vinse anche la combinata della 1ª edizione della 3-Tre disputata a Fai della Paganella, Serrada di Folgaria e Monte Bondone, piazzandosi inoltre 3º sia nello slalom gigante sia nello slalom speciale.
L'anno dopo nella medesima competizione bissò il successo nella combinata e si aggiudicò la prova di discesa libera; fu inoltre 2 nello slalom gigante di Seefeld in Tirol del 10 febbraio, ma la sua carriera fu in seguito funestata da numerosi infortuni: oltre a vari incidenti alle caviglie, il più grave gli occorse nel 1951 a Megève, quando si fratturò una gamba. Nella sua unica partecipazione olimpica, Oslo 1952, prese parte alla gara di slalom speciale, ma il suo 42º tempo nella prima manche non gli consentì di qualificarsi per la seconda; si ritirò nel 1953 e la sua ultima gara fu lo slalom gigante del Großglockner del 14 giugno, chiuso da Nogler al 8º posto.

### Carriera da allenatore

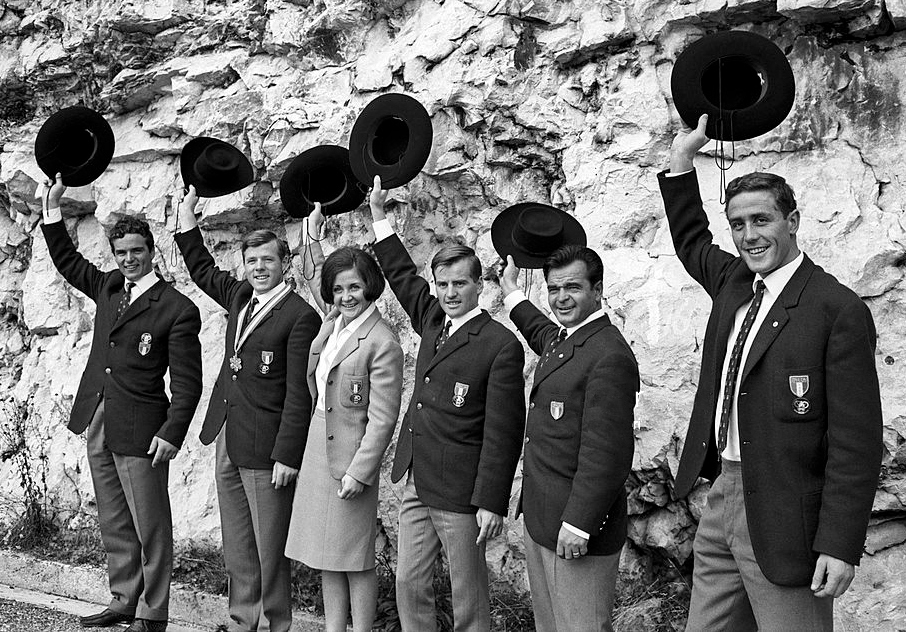
Ermanno Nogler (il quinto da sinistra) a Selva di Val Gardena nell'agosto del 1966 con alcuni membri della nazionale italiana: da sinistra, Gerhard Mussner, Carlo Senoner, Giustina Demetz, Felice De Nicolò e Ivo Mahlknecht

Dopo il ritiro dalle competizioni Nogler si dedicò all'attività di allenatore, forte anche dell'esperienza accumulata frequentando campioni quali Zeno Colò, Gigi Panei, Stein Eriksen, James Couttet e Christian Pravda. Come selezionatore giovanile della Val Gardena individuò le potenzialità di Carlo Senoner, futuro campione mondiale nello slalom gigante a Portillo 1966. Nel 1958 divenne allenatore della nazionale italiana e continuò la sua opera di talent scout, selezionando tra gli altri Marcello Varallo, Eberhard Schmalzl, Helmuth Schmalzl, Giuliano Besson, Stefano Anzi e, soprattutto, Gustav Thöni.
Nel 1968 passò alla nazionale svedese con l'obiettivo di sviluppare lo sci alpino in un Paese tradizionalmente più versato nello sci nordico. Nel 1969 organizzò così una selezione giovanile, alla quale partecipò anche Ingemar Stenmark, allora tredicenne. Tra il fuoriclasse svedese e l'allenatore italiano nacque un sodalizio che si sarebbe protratto per tutta la durata della carriera di Stenmark; quando lo sciatore si ritirò, nel 1989, anche Nogler abbandonò l'attività da allenatore, declinando l'offerta di ritornare alla guida degli azzurri.
Era padre di Lotte, a sua volta sciatrice alpina.

## Palmarès

### Campionati italiani
- 3 medaglie[8]:
  - 1 argento (slalom speciale nel 1950)
  - 2 bronzi (slalom speciale nel 1952; slalom speciale nel 1953)